# Gibson Robot Guitar

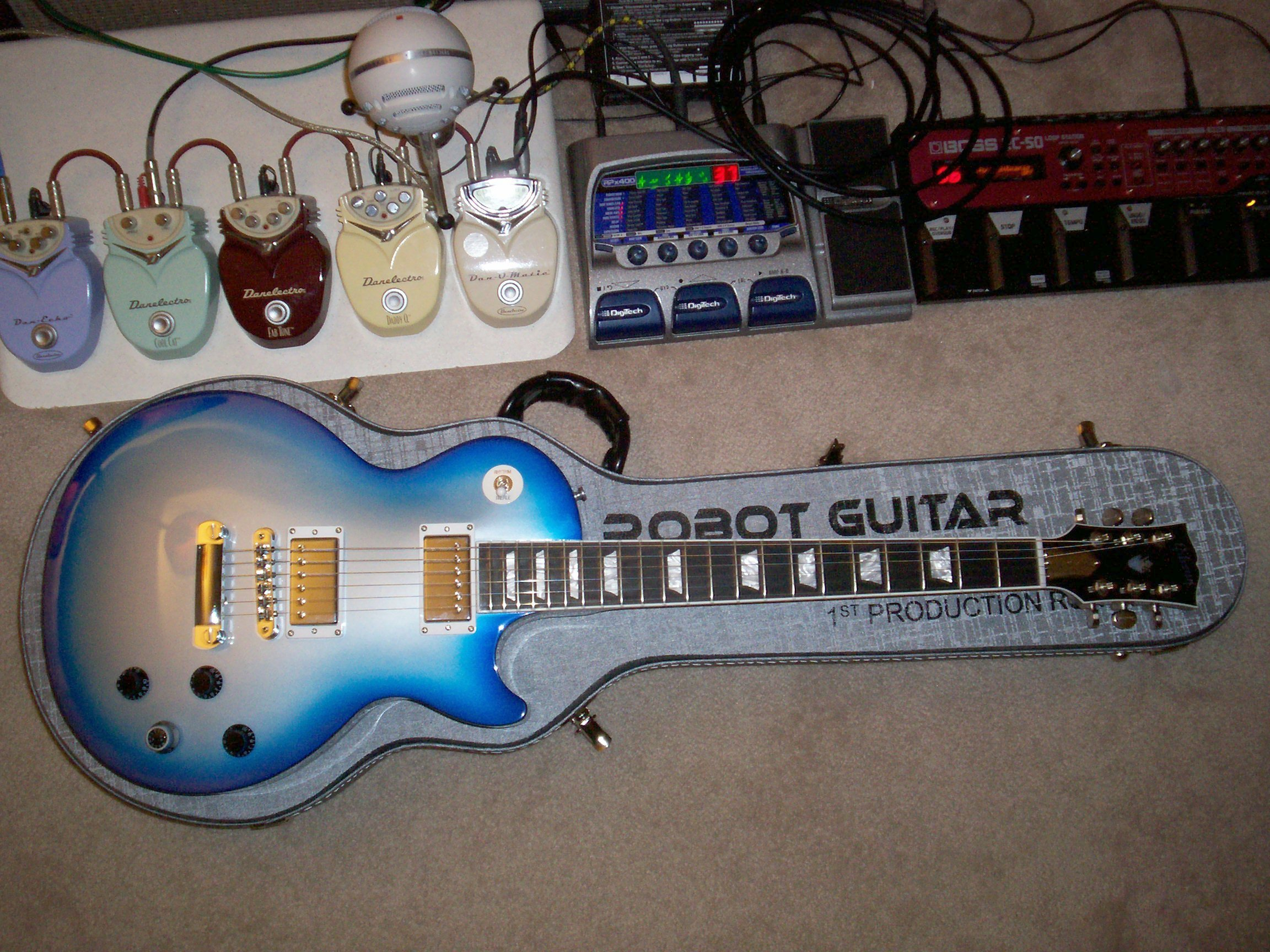
Gibson Robot Guitar

La Gibson Robot Guitar és una Guitarra Elèctrica llançada per Gibson a la fi de l'Any 2007 amb funcions d'afinat automàtic.
Gibson la va llançar com "La Primera Guitarra Robot De la Història".
Entre les seves possibilitats d'afinat automàtic, no només es troba la manera de afinación estàndard (Mi-La-Re-Sol-Si-Mi de la sisena a la primera corda), si no també maneres d'afinació sobre la qual es toquen cançons famoses de Rock. Els 6 models d'afinació no estàndard preinstalats es van utilitzar en èxits que van des de "Honky Tonk Women" dels Rolling Stones, "Voodoo Child" de Jimmy Hendrix o "Going to Califòrnia" de Led Zeppelin, fins a "The Circle Game," de Joni Mitchell.
"No et farà un guitarrista millor, però permetrà a l'intèrpret mitjà accedir a algunes cançons molt sofisticades," va dir a Reuters el president executiu de Gibson Guitar, Henry Juszkiewicz.
Segons Gibson, la Guitarra Robot és el major avanç en el disseny de Guitarres Elèctriques en més de 70 anys.
El 7 de desembre de 2007, es va llançar la primera sèrie de Guitarres Robot. Es tracta d'una sèrie limitada de sol 4,000 Unitats de Guitarres Les Paul en color Blau i Plata a un preu de 2,500 dòlars sol en els Estats Units. Posteriorment Gibson va llançar una sèrie estandar de la Guitarra Robòtica.